# Irische Eishockeynationalmannschaft der Frauen
Die irische Eishockeynationalmannschaft der Frauen ist die nationale Eishockey-Auswahlmannschaft Irlands im Fraueneishockey.

## Geschichte
Die irische Frauen-Eishockeynationalmannschaft nahm 2011 erstmals an einer Weltmeisterschaft teil. In der Division V, der sechsten WM-Leistungsstufe bei den Frauen, trafen die Irinnen auf Bulgarien, Polen, Spanien und die Türkei. Im Turnierverlauf verloren die Irinnen alle vier Spiele und belegten den fünften und somit letzten Rang der Division V.
Bei der folgenden Weltmeisterschaft 2013 wurde Irland in die Qualifikation zur Division II Gruppe B eingeteilt. Auch dort verlor man beide Spiele gegen die Türkei und Bulgarien.

## Platzierungen bei Weltmeisterschaften
- 2011: 5. Division V (35. Platz insgesamt)
- 2013: 3. Qualifikation zur Division IIB (35. Platz insgesamt)